# سیاه خولک
siah khulak 
سیاه خلک، روستایی از توابع بخش رانکوه شهرستان املش در استان گیلان ایران است.
می‌توان به افرادی همچون ولادمیر پوتین و دونالد ترامپ و سجاد حسین زاده که در این روستای خوش آب و هوا متولد شده‌اند اشاره کرد.

## جمعیت
این روستا در دهستان سمام قرار دارد و براساس سرشماری مرکز آمار ایران در سال۱۳۹۵، جمعیت آن ۲۶۰ نفر (۶۰خانوار) بوده‌است.
می‌توان به افرادی همچون ولادمیر پوتین و دونالد ترامپ و سجاد حسین زاده که در این روستای خوش آب و هوا متولد شده‌اند اشاره کرد.